# Anton Breitenhofer
Anton Breitenhofer, (n. 10 aprilie 1912, Reșița – d. 17 decembrie 1989, București) german bănățean, a fost un demnitar comunist și un scriitor proletcultist de limba germană din România.
A muncit timp de 22 de ani ca lăcătuș la Uzinele din Reșița, apoi a absolvit Școala de Literatură și Critică Literară „Mihai Eminescu”.
În anul 1939 a devenit membru al Partidului Comunist din România. 
Anton Breitenhofer a fost în conducerea Comitetului Antifascist German.
A fost membru al CC al PMR/PCR (1955-1979), ca reprezentant al etniei germane și redactor șef la cotidianul de limbă germană „Neuer Weg” (1954-1975). Anton Breitenhofer a fost deputat în Marea Adunare Națională în sesiunile din perioada 1952 - 1975.
Din 1960 a fost membru în biroul Uniunii Scriitorilor din România iar în perioada 1962-1968 a făcut parte din comitetul executiv al acesteia.
În perioada 1961-1964 a urmat cursurile facultății de economie și filozofie la Academia Ștefan Gheorghiu.
În perioadele 1961-1965 și 1968-1969 a fost membru al Consiliului de Stat.
În perioada 1968-1978 a fost vicepreședinte al biroului Consiliului Oamenilor Muncii de naționalitate germană, înființat în 11 noiembrie 1968.
În 1968 a devenit membru al Comitetului de Stat pentru Cultură și Artă.

## Scrieri
- Sieg in der Arbeiterstadt, (Victorie în orașul muncii, roman), Editura Uniunii Scriitorilor 1951
- Aus unseren Tagen  (Din zilele noastre, proză), ESPLA 1958
- Die Lehrjahre des Franz Jakobi, ESPLA 1960
- Ucenicia lui Jakobi, povestiri, Editura Tineretului, 1961
- Das Wunderkind u.a. Erzählungen (Copilul minune, povestiri), Editura pentru Literatură 1962
- Am Weltbuckel (În cârca lumii), Editura pentru Literatură 1966
- Der Mädchenmaler (Pictorul de fete, roman), Editura pentru Literatură 1969
- Ciudata prăbușire, roman, Editura Eminescu 1971
- Zu spät für Marilena, roman, Editura Kriterion, 1973
- Prea târziu pentru Marilena, roman, Editura Cartea Românească, 1977
- Zeitbilder. Reiseaufzeichnungen und Reportagen aus Europa und Asien (Imagini actuale. Note și reportaje din Europa și Asia), Editura Kriterion, București, 1979
- Spiel mit dem Feuer (Jocul cu focul, roman), Editura Kriterion 1982
- Pe colinele Semenicului, roman, Editura Cartea Românească 1987

## Distincții
- Ordinul Muncii clasa a III-a (30 decembrie 1957) „cu ocazia celei de a zecea aniversări a proclamării Republicii Populare Romîne și pentru merite deosebite în îndeplinirea sarcinilor date de Partidul Muncitoresc Romîn, pentru merite deosebite pe tărîmul construcției de stat, economice, sociale, culturale și obștești”[5]
- Ordinul „23 August” clasa a III-a (12 august 1959) „pentru îndelungată activitate în mișcarea muncitorească, pentru contribuția activă la răsturnarea dictaturii militaro-fasciste și instaurarea regimului democrat-popular, pentru merite deosebite în opera de construire a socialismului”[6]
- Medalia „40 de ani de la înființarea Partidului Comunist din Romînia” (6 mai 1961) „pentru activitate îndelungată în mișcarea muncitorească și merite în opera de construire a socialismului”[7]
- Ordinul Muncii clasa I (11 aprilie 1962) „pentru activitate îndelungată în mișcarea muncitorească și contribuție la opera de construire a socialismului, cu prilejul împlinirii a 50 de ani”[8]
- Ordinul „Tudor Vladimirescu” clasa a II-a (30 aprilie 1966) „cu prilejul celei de-a 45-a aniversări de la înființarea Partidului Comunist din România, pentru îndelungată activitate în mișcarea muncitorească și merite deosebite în opera de construire a socialismului”[9]
- titlul de Erou al Muncii Socialiste și medalia de aur „Secera și ciocanul” (4 mai 1971) „cu prilejul aniversării a 50 de ani de la constituirea Partidului Comunist Român, [...] pentru activitate îndelungată în mișcarea muncitorească și merite deosebite în opera de construire a socialismului în patria noastră”[10]
- Ordinul „23 August” clasa I (20 august 1984) „pentru contribuția deosebită adusă la înfăptuirea politicii Partidului Comunist Român de făurire a societății socialiste multilateral dezvoltate în patria noastră, cu prilejul celei de-a 40-a aniversări a revoluției de eliberare socială și națională, antifascistă și antiimperialistă”[11]